# 마리아 (소설)

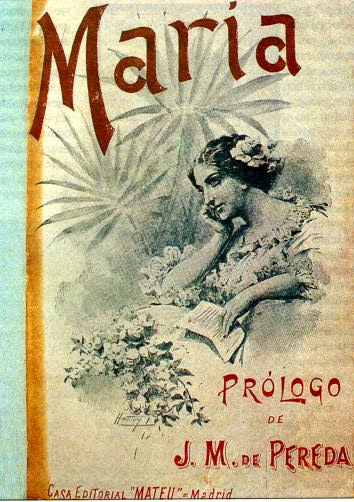

《마리아》(스페인어: María)는 1864년부터 1867년까지 콜롬비아의 소설가인 호르헤 이삭스가 쓴 소설이다. 알폰소 M. 에스쿠데로는 이 소설을 가장 위대한 스페인어 로맨스 소설로 칭하였다.

## 줄거리
주인공인 에프라인이 공부를 하기 위해 6년간 고향을 떠나있다 보고타에서 돌아오면서 시작된다. 어린 소년에서 어엿한 청년으로 변한 그의 가슴은 그동안 간절히 보고 싶어 했던 마리아에 대한 애틋한 감정으로 끓어 오른다. 부모와 가족이라는 세상의 중심과 같은 고향집과 카우카 계곡의 아름다운 경치 속에서 에프라인과 마리아는 어릴 때부터 싹터 온 그들의 사랑을 서로 확인하고 키워간다. 하지만 점점 커가는 그들의 사랑만큼이나 운명적인 사랑을 방해하는 불행한 조짐도 함께 나타난다. 에프라인과 가장 절친한 친구이자 보고타에서 같이 유학한 카를로스가 마리아에게 청혼을 하고 무엇보다도 치유할 수 없는 마리아의 선천적인 병이 결코 극복할 수 없는 장애물로 등장한다. 둘 사이의 관계를 일찍부터 알고 있던 아버지는 원래 계획대로 의학공부를 마치기 위해 에프라인을 다시 런던으로 보낼 결정을 한다. 아버지는 그의 사업실패로 인한 경제적인 타격과 마리아로 인해 유학을 망설이고 있던 에프라인에게 공부를 마치고 오면 그녀와의 결혼을 허락해 줄 것이라는 약속을 한다. 런던으로 떠나 유학공부를 하던 에프라인은 1년이 지난 어느 날 마리아가 병으로 위급하니 빨리 귀국하라는 편지를 받는다. 그와 함께 있을 수 있다면 병이 치유될 수 있을 거라는 마리아의 희망을 품에 안고 급하게 귀국을 서두르지만 결국 그녀는 에프라인이 도착하기 전에 숨을 거둔다. 그토록 사랑했던 마리아의 차디찬 죽음 앞에 절망한 에프라인은 그들이 사랑했던 모든 장소를 돌아보면서 괴로워한다. 그리고 결국 두 달 후 그가 사랑했었던 모든 것을 뒤로하고 마리아의 무덤을 찾아가 한없는 눈물을 뿌린 후에 광활한 대지의 평원 위로 새 길을 떠난다.
<마리아>는 주인공이 과거를 회상하며 쓴 애절하고 가슴 아픈 사랑이야기를 그의 형제들에게 전해주는 서정적인 전원 애정 소설이다. 이 작품에는 다른 낭만주의 소설과 구분되는 형식적인 특징이 있다. 책의 서문에서 작가는 자신의 사랑 이야기 중에서 가장 부족한 것이 바로 ‘눈물’임을 화자에게 강조하면서 자신이 눈물이 다 마를 때까지 그의 슬픈 사랑이야기를 형제들에게 전해주라고 한다. 작가가 주인공이 되어 화자의 역할을 맡게 되는 이러한 독특한 형식은 1인칭의 관점에서 가장 극적으로 표현이 되는 주관적인 감성 표현을 충실하게 할 수 있는 중요한 소설장치의 역할을 한다. 독자들의 예민한 감수성을 자극하고 서정성을 강조하는 주관적인 ‘나’중심 시점에서 이야기를 전개해나가는 낭만주의의 특징을 보여주는 것이다. 다른 한편으로는 옛 사랑의 추억을 작가 스스로가 아닌 화자를 통해 전한다는 일종의 객관성을 담보함으로 해서 직관과 주관적 감성에만 치우칠 수 있는 낭만주의 문학의 단점을 보완해주는 역할도 한다. 감상적 내용에서 강조되는 낭만주의적 사랑과 구분되는 이러한 태도는 전원의 목가적 분위기나 산골 촌락의 모습, 농장 생활 그리고 노예 제도나 주종 간의 신분 제도에서 보여 지는 사회적 삶의 객관적 기술 태도에서 두드러진다.

## 같이 보기
- 호르헤 이삭스